# Gottfried Seebode
Joachim Dietrich Gottfried Seebode (* 8. November 1792 in Salzwedel; † 18. Februar 1868 in Wiesbaden) war ein deutscher Klassischer Philologe, Gymnasialdirektor und Bibliothekar. Er wirkte als Lehrer und Schulleiter in Hildesheim (1813–1834), Coburg (1834–1838) und Gotha (1838–1841), als Regierungsrat und Referent für das Schulwesen in Wiesbaden (1841–1849) und zuletzt als Oberbibliothekar und Leiter der Herzoglichen öffentlichen Bibliothek ebenda (1851–1867).
Neben seinen vielseitigen amtlichen Aufgaben war Seebode auch wissenschaftlich und publizistisch tätig. Er veröffentlichte lateinische und griechische Textausgaben, Lehrbücher für die Schule sowie Studien zur Textkritik und Überlieferung verschiedener antiker Autoren und gab diverse Zeitschriften heraus.

## Leben
Gottfried Seebode besuchte das Gymnasium in Salzwedel und studierte Klassische Philologie in Halle, Berlin und Göttingen. Kurz nach der Promotion zum Dr. phil. an der Universität Göttingen habilitierte er sich dort im Herbst 1812 und hielt im Wintersemester 1812/13 als Privatdozent Vorlesungen über Tacitus’ Schriften Germania und Agricola ab. Noch im selben Jahr 1813 wurde er an das Gymnasium Andreanum in Hildesheim berufen, wo er zehn Jahre lang Rektor (zweiter Lehrer) war. Als der Direktor Julius Billerbeck 1823 zurücktrat, wurde Seebode sein Nachfolger und leitete das Andreanum elf Jahre lang mit großem Erfolg. 1834 wechselte er als Direktor an das Gymnasium Casimirianum in Coburg. In dieser Eigenschaft und als Mitglied des Konsistoriums machte er sich um die Reform des Gymnasiums verdient. Außerdem gab er dem Erbprinzen Albert von Sachsen-Coburg und Gotha, dem späteren Prinzgemahl der englischen Königin Victoria, Privatunterricht. 1838 wechselte er als Direktor an das Gymnasium illustre in Gotha, wo er sich auch um die Schulbibliothek verdient machte, die er 1840 einer Revision unterzog.
Bereits damals engagierte sich Seebode für die gesamtdeutsche Bildungspolitik, zu deren Aufgaben unter anderem einheitliche Regelungen zu den Reifeprüfungen und der Studienzulassung in den verschiedenen deutschen Ländern gehörte. Seebode veröffentlichte 1838 eine vergleichende Studie zu den geltenden Bestimmungen über die Reifeprüfungen und ging insbesondere auf die aktuellen preußischen Bestimmungen ein. Aufgrund seiner Kenntnisse und praktischen Erfahrungen als Schulleiter berief ihn das Herzogtum Nassau Ostern 1841 zum Geheimen Regierungsrat und Referenten für das Schulwesen in die Regierung des Herzogtums Nassau nach Wiesbaden.
In seinem neuen Amt hatte Seebode viele Auseinandersetzungen und wenig Erfolg. 1849 trat er zurück, blieb aber vorerst Mitglied der Nassauischen Regierung. Ab 1850 gab er das Allgemeine Nassauische Schulblatt heraus, eine Zeitschrift, die über Entwicklungen des Schulwesens berichtete. Am 15. März 1850 wurde Seebode in der Ministerialabteilung als technischer Referent für das Schulfach angestellt.
Zum 14. Januar 1851 verließ Seebode die Regierung und ging an die Herzogliche öffentliche Bibliothek Wiesbaden, die er bis 1867 als Oberbibliothekar leitete. Die nötigen Kenntnisse hatte er durch seine wissenschaftliche und redaktionelle Tätigkeit erworben. Seebode entwickelte die kameralistisch ausgerichtete Bibliothek schrittweise zu einer Universalbibliothek, die nicht nur die Bedürfnisse der Regierungsbeamten, sondern auch der Wissenschaft erfüllte. Die Russische Nationalbibliothek ernannte Seebode zum Ehrenkorrespondenten.
Im Oktober 1867, kurz vor seinem 75. Geburtstag, trat Seebode in den Ruhestand. Er starb ein halbes Jahr später. Sein wissenschaftler Nachlass ging an die Herzogliche öffentliche Bibliothek Wiesbaden.

## Wissenschaftliches Werk
Seebode war während seiner gesamten Laufbahn wissenschaftlich tätig. Am größten war seine Produktivität in der Hildesheimer Zeit (1813–1834); im Laufe seines Lebens verschoben sich seine Forschungsschwerpunkte.
Ausgehend von Studien zum römischen Historiker Tacitus, dessen Schriften Agricola und Dialogus de oratoribus er 1812 und 1813 herausgab, gelangte Seebode einerseits zu dem klassischen griechischen Geschichtsschreiber Thukydides (Ausgabe 1815, 2. Auflage 1818), andererseits zu dem kaiserzeitlichen römischen Historiker Eutropius, dessen Abriss der römischen Geschichte (Breviarium ab urbe condita) zu dieser Zeit als Schullektüre verbreitet war. Seebode veröffentlichte 1817 diese Schrift zusammen mit einem Wörterbuch; die Edition erlebte 1824 eine zweite und 1828 eine dritte Auflage.
Daneben beschäftigte sich Seebode mit der römischen Dichtung. Schon 1814 veröffentlichte er eine Ausgabe griechischer Übersetzungen von Vergils Aeneis, die Georg Litzel und Eugenios Voulgaris im 18. Jahrhundert angefertigt hatten. 1822 und 1823 veröffentlichte er zusammen mit dem Braunschweiger Gymnasialdirektor Friedrich Traugott Friedemann zwei Sammlungen Miscellanea maximam partem critica, die sich mit antiken Schriftstellern (hauptsächlich Dichtern) und ihrer Textüberlieferung befassten.
Ab 1819 gab Seebode die Zeitschrift Kritische Bibliothek für das Schul- und Unterrichtswesen heraus, in der Literaturberichte und kurze wissenschaftliche Abhandlungen erschienen. 1831 er vereinigte sie mit den Jahrbüchern für Philologie und Pädagogik des Leipziger Gymnasialdirektors Johann Christian Jahn. Die neue Zeitschrift trug den Titel Neue Jahrbücher für Philologie und Pädagogik oder Kritische Bibliothek für das Schul- und Unterrichtswesen (kurz als „Jahns Jahrbücher“); Seebode führte die Redaktion bis 1842 zusammen mit Jahn.
Seebodes Forschungsarbeit erhielt in Gotha neue Impulse, wo er in den Beständen der Gymnasialbibliothek griechische und lateinische Handschriften entdeckte, in denen bislang unbekannte Texte erhalten waren. Seebode veröffentlichte diese Texte und machte sie zur Grundlage weiterer Studien, vor allem seiner Scholien zu Q. Horatius Flaccus (1839, 1846). Auch eine bislang unbekannte Schrift des byzantinischen Gelehrten Michael Psellos, Kurzgefasste Lösungen naturwissenschaftlicher Fragen (ἐπιλύσεις σύντομοι φυσικῶν ζητημάτων), gab Seebode aus einem Gothaer Codex heraus (1840, 1857).

## Schriften (Auswahl)
- C. Cornelii Taciti Agricola in usum praelectionum edidit Godofredus Seebode. Göttingen 1812
- C. Cornelii Taciti Dialogus de oratoribus in usum scholarum suarum recensuit et varietatem lectionis adjecit Godofredus Seebode. Göttingen 1813
- Georgii Lizelii Spirae olim conrectoris specimen Graecae interpretationis Virgilii Aeneïdos. Recudi curavit atque Eugenii Bulgaris Graecam horum versuum versionem apposuit D. Godofredus Seebode, gymnasii Hildesiensis rector. Hannover 1814
- Thucydidis de bello Peloponnesiaco libri octo. Graece edidit Godofredus Seebode. Tomus prior textum continens. Leipzig 1815. 2. Auflage 1818
- Eutropii Breviarium historiae Romanae. Nach C. H. Tzschucke’s letzter Textes-Recension und mit einem vollständigen Wörterbuche zum Schulgebrauch herausgegeben. Hannover 1817. 2. Auflage 1824. 3. Auflage 1828
- mit Friedrich Traugott Friedemann: Miscellanea maximam partem critica. Vol. I. Hildesheim 1822
- mit Friedrich Traugott Friedemann: Miscellanea maximam partem critica. Vol. II. Wittenberg/London/Paris/Straßburg 1823
- Schulgesangbuch. Zunächst für das königliche Andreanische Gymnasium. Hildesheim 1826. 2. Auflage 1829
- Beiträge zu einer komparativen Kritik der von den deutschen Bundesstaaten erlassenen Verordnungen über die Maturitäts-Prüfungen, insbesondere des letzten Königl. Preußischen Reglements. Erstes Heft. Coburg 1838
- Scholien zu Q. Horatius Flaccus. Erstes Heft. Gotha 1839
- Μιχαὴλ Ψέλλου ἐπιλύσεις σύντομοι φυσικῶν ζητημάτων. Quibus nunc primum editis memoriam artis typographicae ante hos quadringentos annos feliciter inventae. Gotha 1840
- Scholien zu Q. Horatius Flaccus. Zweites Heft. Wiesbaden 1846
- Μιχαὴλ Ψέλλου ἐπιλύσεις σύντομοι φυσικῶν ζητημάτων. Eine Festgabe seinem hochverehrten und hochverdienten Lehrer August Boeckh zur Feier seines fünfzigjährigen Doctor-Jubiläums am 15. März 1857 in Liebe und Dankbarkeit dargebracht. Wiesbaden 1857